# Lylat Wars
Lylat Wars, känt i Japan och Nordamerika som Star Fox 64 (japanska: スターフォックス64 Hepburn: Sutā Fokkusu Rokujūyon?) är ett tv-spel som släpptes 1997 till Nintendo 64. Spelet är uppföljare till Super Nintendo Entertainment System-titeln Starwing, och går liksom föregångaren ut på att rädda planetsystemet Lylat från den galne Andross. Det sägs att spelet bytte namn i Europa för att undvika rättstvist med tyska företaget Starvox.

## Speluppbyggnad
Lylat Wars går precis som dess föregångare ut på att navigera ett rymdskepp (Arwing) genom en linjär bana från antingen ett tredje- eller förstapersonsperspektiv, samtidigt som man skjuter ner fientliga farkoster. De flesta banor avslutas med en slutboss, som i vissa fall kan undvikas. Som komplement till Arwing-skeppet finns även en stridsvagn och en ubåt. Dessa kan dock bara användas på ett fåtal banor.

## Rumble Pack
Lylat Wars var det första spelet till Nintendo 64 som använde tillbehöret Rumble Pack. När spelet släpptes ingick en Rumble Pack, vilket gjorde att förpackningen fick bli större.

## Star Fox 64 3D
En remake vid namn Star Fox 64 3D släpptes 2011.

### Fotnoter
1. ↑  Damien McFerran (5 september 2012). ”Want to Know The Real Reason Star Fox Was Renamed in Europe?” (på engelska). Nintendo Life. http://www.nintendolife.com/news/2012/09/want_to_know_the_real_reason_star_fox_was_renamed_in_europe. Läst 12 augusti 2016.